# Jaap Sax
Nicolaas (Jaap) Sax (Amsterdam, 15 november 1899 – Alkmaar, 29 juni 1977) was een Nederlands schilder, tekenaar en beeldhouwer. Hij is vooral bekend geworden van de Bergense School, de schildersgroep waarvan hij vanaf 1936 deel uitmaakte.
Jaap Sax schilderde vooral in een impressionistische stijl landschappen en stillevens. Hij woonde en werkte in zijn geboortestad Amsterdam en verder in Laren, Blaricum, België, Limburg (Nederland) en Bergen (Noord-Holland). Na eerst een technisch beroep te hebben uitgeoefend, begon hij langzamerhand te schilderen als beroep. Daarvoor deed hij dat vooral als hobby. In Laren, waar hij aan het Eikenlaantje woonde, werkte hij veel met Leo Gestel en tekende hij de eerste impressionistische landschappen en dorpsgezichten van het Gooi.
Sax besloot, na wat rondgereisd te hebben, om zich te vestigen in Bergen. Leo Gestel bood hem zijn herbouwde atelier aan. Hij woonde na Gerrit van Blaaderen in diens zomeratelier aan de Buerweg 21, waar nadien ook de schilder Dirk Filarski woonde. Ook Leo Gestel (Buerweg 4) en Charley Toorop (Buerweg 19) hadden er hun ateliers. In Bergen schilderde hij de polderlandschappen van de provincie Noord-Holland en werd daarmee ook beroemd. 
Het latere werk van zijn hand is kleiner van formaat dan dat uit zijn beginperiode. Het werk schilderde hij ook minder breed en met grijsgroene kleuren, ingetogen van kleur, zoals kenners dat noemen.
Sax was naast schilder ook tekenaar, wat hij ook gebruikte in zijn schilderwerk. Hij staat erom bekend, dat hij erg precies tekende. Verder was hij ook nog beeldhouwer.
Schilderijen van zijn hand zijn onder meer opgenomen in de Rijkscollectie, beheerd door de Rijksdienst voor het Cultureel Erfgoed. Ook bevonden zich twee schilderijnen in de Collectie Boendermaker.
In 1972 en in 1974 had hij solo-exposities in het Stedelijk Museum in Alkmaar.
- Biografisch Portaal: 42949860
- RKD-Nederlands Instituut voor Kunstgeschiedenis: 69947
- Union List of Artist Names: 500055798
- Virtual International Authority File: 96054665